# Refinitiv
Refinitiv — американсько-британський глобальний постачальник даних та інфраструктури фінансового ринку, заснований 2018 року. Це дочірня компанія London Stock Exchange Group, що стала такою після продажу за 27 мільярдів доларів США попередніми власниками: Blackstone Group LP (володіла 55 % акцій) і Thomson Reuters (45 %). Річний оборот компанії становить 6 мільярдів доларів із понад 40 000 компаній-клієнтів у 190 країнах.

## Історія
Серед попередників Refinitiv — Thomson Financial.
1 жовтня 2018 Thomson Reuters продала 55 % акцій свого підрозділу Financial & Risk (F&R) приватній інвестиційній компанії Blackstone Group LP за угодою, яка оцінила загальний бізнес F&R приблизно в 20 мільярдів доларів. Цей бізнес сформувався у Refinitiv.
Згідно з угодою, Thomson Reuters передала Refinitiv свій повний портфель фінансових і ризикових продуктів, за винятком нормативно-правової інформації, навчання відповідності ризикам і консультаційних послуг з питань конфіденційності даних. Генеральний директор компанії Девід Крейг очолив перехід з Thomson Reuters, до якої він приєднався як директор зі стратегії групи в 2007 році. Попередньо Крейг обіймав посаду партнера в американській консалтинговій фірмі McKinsey & Company.
У серпні 2019 року London Stock Exchange Group (LSEG) погодилася придбати Refinitiv у рамках операції з повним пакетом акцій, оцінивши компанію в 27 мільярдів доларів. У січні 2021 року регулятори ЄС надали схвалення для закриття угоди.
У 2019 році Refinitiv виділила підрозділ Tradeweb на IPO, зберігши контрольний пакет його акцій.
У березні 2020 Refintiv оголосила про купівлю за нерозголошену суму фірми Scivantage, що надає програмне забезпечення як послуги.
Refinitiv придбав програмне забезпечення Advisor у липні 2020, а Red Flag Group — у жовтні 2020.
18 травня 2022 року LSEG оголосила про придбання компанії MayStreet, постачальника програмного забезпечення для низьколатентного виконання транзакцій та ринкових даних.
Наприкінці серпня 2023 року бренд Refinitiv було замінено на бренд LSEG.

### Цензура в Китаї
Під тиском уряду Китаю Refinitiv піддав цензурі понад 200 матеріалів Reuters про протести в Гонконзі 2019—2020 рр., видаливши їх зі своєї платформи Eikon для споживачів у материковому Китаї. Компанія розробила «стратегічний китайський фільтр» (Strategic China filter), щоб блокувати політично чутливі повідомлення від читачів у материковому Китаї.

## Операції
Refinitiv керує понад 130 видами даних фінансових технологій, аналітикою, торгівлею та інструментами оцінки ризиків, включаючи World-Check (базу даних аналізу ризиків для дотримання законодавства про фінансові злочини), FXall, Eikon, систему управління виконанням REDI, Datastream для макроекономічного аналізу, Quantitative Analytics on the Cloud (кількісна хмарна аналітика), AutoAudit і Elektron Data Platform, щомісяця створюючи 32 000 записів аналізу ризиків із внутрішніх і сторонніх джерел. Інша база даних World-Check Risk Intelligence збирає інформацію з міжнародних фінансових контрольних списків, державних записів і пошукових запитів у ЗМІ для боротьби з відмиванням грошей. Refinitiv також підтримує базу даних із понад мільйоном угод зі злиття та поглинання (M&A) протягом понад 40 років, охоплюючи корпоративні фінансові операції та інвестиційно-банківські рейтинги на ринках акцій, боргу, позик, облігацій, проектного фінансування, первинні публічні пропозиції (IPO), спільні підприємства, викуп, приватний капітал і муніципальні облігації.
Хоча раніше Thomson Reuters був міноритарним акціонером Refinitiv, він постачає новини Reuters і контент більш ніж 400 000-м клієнтів компанії в більш ніж 40 000-х компаній по всьому світу, за підтримки мережі з принаймні 13 000 зареєстрованих розробників.
Інноваційна група компанії під брендом Refinitiv Labs має підрозділи в Лондоні, Нью-Йорку, Сінгапурі, Сан-Франциско та Кейптауні (пізніше Кейптаун було закрито, а Сан-Франциско перенесено до іншої частини організації). Refinitiv Labs займається інженерією, користувальницьким досвідом (UX)/дизайн-мисленням, дослідженнями, наукою про дані та функціональністю керування.
Портал розробників Refinitiv містить канали даних, SDK та API, документацію, зразки коду, навчальні матеріали та форуми запитань і відповідей спільноти. У регіональних центрах проводяться «дні розробників» на такі теми, як машинне навчання, хмарні сервіси та відповідне законодавство, наприклад GDPR. 
Refinitiv є постачальником World-Check, бази даних політично відомих осіб (PEPs) та осіб і організацій підвищеного ризику. Він також є членом Глобальної коаліції боротьби з фінансовою злочинністю (Global Coalition to Fight Financial Crime).